# Sumyang
Sumyang is een bestuurslaag in het regentschap Klaten van de provincie Midden-Java, Indonesië. Sumyang telt 1651 inwoners (volkstelling 2010).